# Lithacodia numisma
Lithacodia numisma är en fjärilsart som beskrevs av Otto Staudinger 1888. Lithacodia numisma ingår i släktet Lithacodia och familjen nattflyn. Inga underarter finns listade i Catalogue of Life.